# توري ميسيتت
توري ميسيتت (بالإنجليزية: Tory Mussett)‏ هي ممثلة أسترالية، ولدت في 26 يونيو 1978 في أستراليا.

## أعمال

### أفلام
- (2000) مهمة مستحيلة 2[1]
- (2003) الماتريكس 2[2][3][4]
- (2003) بيتر بان[5][6]
- (2005) بوغي مان[7]
- (2007) المدانون

## وصلات خارجية
- توري ميسيتت على موقع IMDb (الإنجليزية)
- توري ميسيتت على موقع ألو سيني (الفرنسية)
- توري ميسيتت على موقع أول موفي (الإنجليزية)
- توري ميسيتت على موقع قاعدة بيانات الفيلم (الإنجليزية)
- توري ميسيتت على موقع كينوبويسك (الروسية)